# 渡部高志
渡部高志（日语：／ Watanabe Takashi，1957年7月22日—），日本男性動畫師、動畫演出家、動畫導演、作畫監督。出身於北海道。工作人員表上大多別名。代表作是《秀逗魔導士》系列。

## 來歷、人物
東海大學藝術學科就讀期間，進入與海外合作的動畫公司Topcraft開始其動畫師的生涯。1985年，Topcraft因吉卜力工作室的成立而解散，但他沒有加入吉卜力，而是在成為自由身之前加入了GALLOP。
1989年播出的電視動畫《少棒小魔投》成為是渡部擔任導演的處女作。1996年，他與妻子兼動畫師宮田奈保美、加藤洋人以自由動畫師的身份成立自由集團「貓南蠻亭」。1980年代，鬍子是他的商標。
1990年代以後，從負責《秀逗魔導士》系列、《灼眼的夏娜》系列的導演工作開始，頻繁參加許多輕小說改編的動畫執導。
於擔當導演執導電視動畫《失落的宇宙》的「屠殺椰子蟹」篇事件發生期間，多次面臨製作體制內部發生問題而使作業流程陷入困境的經歷。因此在1998年親自架設了官方個人網站「動畫的茶壺」發表在動畫業界所產生的問題。

## 參加作品

### 電視動畫
1984年
- 樹熊歷險記（日语：コアラボーイ コッキィ）（—1985年，作畫監督）
- 名偵探福爾摩斯（—1985年，原畫）

1985年
- 高校！奇面組（日语：ハイスクール!奇面組）（—1987年，分鏡、演出）

1987年
- 奇天烈大百科（導演、分鏡、演出）[注 1]

1988年
- 小松君 (1988年版)（—1989年，分鏡、演出）

1989年
- 少棒小魔投（—1990年，導演）

1990年
- 鴉天狗KA·BU·TO（—1991年，導演〈初代〉[注 2]）

1993年
- 卡利麥羅 (1992年版)（分鏡、演出）

1994年
- 銀河戰國群雄傳（—1995年，分鏡、演出）

1995年
- 秀逗魔導士（導演）
- 愛天使傳說（—1996年，分鏡）※ 名義。

1996年
- 秀逗魔導士NEXT（導演）

1997年
- 秀逗魔導士TRY（導演）
- 幸運騎士L（日语：フォーチュン・クエストL）（總導演）

1998年
- 失落的宇宙（導演）

1999年
- 宇宙海盜大冒險（日语：宇宙海賊ミトの大冒険）（導演、分鏡）
- 宇宙海盜大冒險 兩個人格的女王（導演、分鏡）

2000年
- 幻影死神 Boogiepop Phantom（導演、分鏡）
- 櫻花大戰 (TV動畫)（分鏡）
- 無敵王Trizenon（日语：無敵王トライゼノン）（—2001年，導演、分鏡、演出）

2001年
- ANGELIC LAYER 天使領域（演出）
- 聖石小子（—2002年，導演、分鏡）

2002年
- 七小花（分鏡、演出）

2003年
- 閃靈二人组（分鏡）
- 一騎當千（導演[1]、分鏡）
- 奇諾之旅（道具設定、機械作畫監督）
- 真月譚 月姬（分鏡）

2004年
- 光與水的女神（分鏡）
- 戰區88（分鏡）
- 戀風（分鏡、演出）
- 網球王子（分鏡）

2005年
- 星艦駕駛員（導演[2]、分鏡）
- 灼眼的夏娜（—2006年，導演[3]、分鏡）

2007年
- GR -GIANT ROBO-（分鏡）
- 灼眼的夏娜II（—2008年，導演、分鏡）

2008年
- 秀逗魔導士REVOLUTION（導演、分鏡）

2009年
- 秀逗魔導士EVOLUTION-R（導演）
- 大正野球娘。（分鏡、OP分鏡&演出、ED分鏡&演出）

2010年
- 最後大魔王（導演[4]、分鏡、OP分鏡&演出、ED分鏡&演出）

2011年
- 結界女王（導演）
- 緋彈的亞莉亞（導演[5]、分鏡）
- 夏目友人帳 參（分鏡）
- 灼眼的夏娜III -FINAL-（導演、分鏡）

2012年
- 就算是哥哥，有愛就沒問題了，對吧（分鏡）

2013年
- 閃亂神樂（導演、分鏡）
- Fate/kaleid liner 魔法少女☆伊莉雅（分鏡）
- 結界女王 震顫（導演）

2014年
- 風雲維新大將軍（導演、分鏡）
- 魔彈之王與戰姬（分鏡、演出）
- 白銀的意志 ARGEVOLLEN（OP分鏡）

2015年
- 赤龍戰役（分鏡）
- 重裝武器（總導演）

2016年
- TABOO TATTOO -禁忌咒紋-（導演[6]、分鏡）

2017年
- CHAOS;CHILD（分鏡）
- 武裝少女Machiavellianism（分鏡）
- 異世界食堂（分鏡）
- Dies irae（分鏡）

2018年
- 爆肝工程師的異世界狂想曲（分鏡）
- Butlers～千年百年物語～（分鏡）
- 叛逆性百萬亞瑟王（分鏡）

2019年
- 魔法禁書目錄III（分鏡）
- 環戰公主（分鏡）
- 八月的棒球甜心（分鏡）
- 一拳超人（分鏡）
- 普通攻擊是全體二連擊，這樣的媽媽你喜歡嗎？（分鏡、演出）
- 某科學的一方通行（分鏡）
- 實況主的逃脫遊戲【直播中】（分鏡）

2020年
- 弩級戰隊HXEROS（分鏡）
- 夢夢貓（分鏡）

2021年
- 現實主義勇者的王國重建記（—2022年，導演[7]、分鏡）
- 魔法科高中的優等生（副導演[8]、分鏡、演出）
- D_CIDE TRAUMEREI THE ANIMATION（分鏡）

2022年
- 怪人開發部的黑井津小姐（魔法少女變身分鏡／LO、原畫）
- 盾之勇者成名錄 Season 2（OP分鏡&演出、ED分鏡&演出）

2023年
- 妖幻三重奏（主動畫師、OP分鏡&演出）
- 七魔劍支配天下（分鏡）
- 我們的雨色協議（原畫）

2024年
- 事與願違的不死冒險者（主動畫師）
- 沒能成為魔法師的女孩子的故事（總導演）
- 大正虚假新娘～替身新娘与军人的猛烈热爱～（日语：孕むまで乱れいけ〜身代わり花嫁と軍服の猛愛）（導演、分鏡）

2025年
- 我是星際國家的惡德領主！（分鏡）

### 電影動畫
1984年
- 風之谷（原畫）

2005年
- 劇場版 奇諾之旅 活著的目標 -life goes on.-（導演）

2007年
- 劇場版 灼眼的夏娜（導演、分鏡、演出）

### OVA
1987年
- TWD EXPRESS ROLLING TAKEOFF（日语：TWD EXPRESS）（機械設定）

1989年
- 伊蘇（日语：イース (OVA)） 第5～7卷（—1991年，導演）

1991年
- 銀河英雄傳說 (第2期)（分鏡）

1992年
- 伊蘇 天空的神殿 ～阿德爾·克利斯汀的冒險～（—1993年，導演）
- 亞馬尻一家（導演、編劇、分鏡）
- 時元戰國史 黑芝獅士 陣內篇（導演、演出）
- （導演）

1993年
- 再造人卡辛（演出）

1994年
- 銀河英雄傳說 (第3期)（分鏡）

1995年
- 美少女遊擊隊Battle Skipper（日语：美少女遊撃隊バトルスキッパー）（導演）
- 天氣預報大姊姊（日语：お天気お姉さん (漫画)）（演出）

1996年
- 聖堂教父（導演）
- 非常偶像Key（分鏡、演出）

2003年
- 新·北斗神拳（—2004年，導演）

2006年
- 灼眼的夏娜SP「戀愛與溫泉的校外教學！」（導演）

2009年
- 灼眼的夏娜S（導演、分鏡）

2012年
- 危險爺爺邪（日语：絶体絶命でんぢゃらすじーさん）（導演[9]）

### 遊戲
1994年
- 星球破壞者（日语：スターブレイカー）（動畫導演）

## 腳註

## 相關項目
- 日本動畫師列表

## 外部連結
- 渡部高志的X（前Twitter） （日語）
- （日語）—渡部高志的官方個人網站。
- （日語）—（舊）渡部高志的官方個人網站。
- 參考文獻；「秀逗魔導士NEWS（blog）」 出自“貓南蠻工作室轉移作業中”（2006年8月23日 (三)blog NEWS的發佈記事） （页面存档备份，存于） （日語）